# Washington Barale
Washington Hugo Barale Arca (Montevideo, 13 de marzo de 1923 - Buenos Aires, 18 de abril de 1977) fue un dramataurgo uruguayo de reconocida trayectoria en la década de 1970. Es recordado sobre todo por su obra teatral La república de la calle, representada luego de su muerte por la Comedia Nacional. En 1967 estrenó su obra Una cadena de papel violeta bajo dirección del conocido director teatral Eduardo Schinca y famosa también por haber iniciado en su actividad profesional a la actriz Marta Albertini. 

## Biografía
Nació en el barrio montevideano del Cerro y se desempeñó como bancario desde la década del 40 hasta su retiro en 1973, cuando se dedicó de lleno a la actividad literaria. Fue ganador de varios premios de relatos cortos y escribió diversas obras teatrales que fueron representadas en la Sala Verdi y el Teatro Odéon de Montevideo en aquellos años. Con el golpe de Estado sobrevenido el 27 de junio de 1973, Barale tuvo que salir de Uruguay con rumbo a la Argentina, donde falleció de un cáncer al pulmón en 1977.
En 1989 fue redescubierto por la directora teatral Stella Santos, quien viajó a Buenos Aires para solicitar permiso para representar una de sus creaciones más exitosas, La República de la Calle, que ganó ese año el Premio Nacional de Teatro Florencio Sánchez.
Su hijo Jorge recibió la distinción en su lugar.

## Obras
- Partida de Defunción. (1964). Comedia ganadora del concurso televisivo TEM, con la participación de la aún desconocida actriz Henny Trayles.
- El Presidente. (1965).
- Una Cadena de Papel Violeta. (1967). Representada por la Comedia Nacional en la Sala Verdi.
- La República de la Calle. (1973), vuelta a representar en 1989 por la Comedia Nacional.

. En 1972 publicó su única novela, El Hombre Cero, editada en Montevideo por Editorial Girón.